# Gonzalo Núñez
Gonzalo Jorge Núñez Andrade (Lima, 26 de diciembre de 1965) es un locutor, comentarista deportivo y abogado peruano.
Fue conductor del programa deportivo dominical Fútbol en América, del canal América Televisión, junto con Erick Osores hasta 2018, y desde 2011 es parte de Exitosa deportes, de Radio Exitosa.

## Trayectoria
Núñez estudió la carrera de Derecho, pero nunca la ejerció. Sus inicios como comentarista deportivo fueron con Micky Rospigliosi en Radio Ovación.
En 1998, trabajó en América Televisión, donde fue parte del programa dominical deportivo Once y tiempo después en Fútbol en América, junto con Erick Osores, el cual tuvo una restructuración de 2 etapas: la primera, entre 2002 y 2013, siendo reemplazado por Pasión por el fútbol, y la segunda, desde 2014.
En 2001, condujo el programa En primera, por Global Televisión, junto con Phillip Butters; pero a finales de ese año decidió regresar a América.
Fue parte del bloque deportivo América deportes, en la primera edición, entre 2002 y 2017. También condujo el programa N deportes para Canal N. En 2017, decide dejar el canal, luego de una serie de desacuerdos con la presentadora de noticias Verónica Linares.
En la radio trabajó para Radio Miraflores y posteriormente para Exitosa, donde es parte de Exitosa deportes.
En 2020, volvió a trabajar con Erick Osores para el programa deportivo Erick & Gonzalo por la plataforma YouTube. No obstante, el programa generó polémicas debido a denuncias de conducta inapropiada por parte de sus nuevos integrantes, Erick Delgado y Paco Bazán. En 2021, sería comentarista del programa deportivo de YouTube A presión.
Su apodo en el medio periodístico es conocido como el "Castor" por su larga barba.

## Créditos

### Televisión
- Once (1998)
- Fútbol total (1999)
- En primera (2001)
- Fútbol en América (2002-2013, 2014-2017)
- Pasión por el fútbol (2013)
- América deportes (2002-2017)

### Radio
- Exitosa deportes (2011-actualidad)
- ´´ Erick y Gonzalo (2023- actualidad) (Streeming)

### Internet
- Erick & Gonzalo (2020-actualidad)
- A presión (2021-2024)